# Via media
Via media é uma frase latina que significa "o caminho do meio"  sendo também uma máxima filosófica para a vida que defende a moderação em todos os pensamentos e ações.
Tem origem na máxima délfica "nada em excesso" e, mais tarde, na filosofia grega antiga, onde Aristóteles (384-322 a.C.) ensinava moderação incitando seus alunos a seguirem o caminho intermediário entre os extremos da vida. A via media era o preceito filosófico dominante, por meio do qual a civilização romana antiga e a sociedade se organizavam.

## No Anglicanismo
O termo via media é frequentemente aplicado às Igrejas Anglicanas, embora, não sem debate, como um termo de apologética. A ideia de uma via intermediária, entre os católicos romanos e os reformadores, remonta ao início da Reforma Protestante quando teólogos como Martin Bucer, Thomas Cranmer e Heinrich Bullinger defendiam uma solução religiosa na qual a autoridade secular manteria alianças na disputa religiosa garantindo a estabilidade política.

### Richard Hooker
Um estudo acadêmico recente aponta que, enquanto o "Law of Ecclesiastical Polity", de Richard Hooker, tenha a reputação de ser "a clássica representação da via media inglesa baseada na tríade: Escritura, razão e tradição", porém o termo real "via media" não aparece em nenhum lugar do trabalho.

### No Tratarianismo
Três séculos mais tarde, a frase foi usada por John Henry Newman ao expor suas influentes visões sobre o anglicanismo, como parte do argumento que ele apresentou como sendo o "Movimento Tratariano". Via Media foi o título de uma série intitulada “Tracts for Today”, publicados por Newman por volta de 1834. Esses tratados, em particular, usaram o título para homenagear o início dos Trinta e Nove Artigos e, ao fazê-lo, alegaram que o movimento tratariano possuía a mesma raiz que dos primeiros estudiosos e teólogos da Igreja da Inglaterra. Eles examinaram o Acordo  isabelino e reinterpretaram-no como sendo um compromisso entre Roma e a Reforma.
Os Tratarianos promoveram a ideia do anglicanismo como uma alternativa intermediária entre os extremos do protestantismo e do catolicismo romano, que se tornou mais tarde na ideia de que o Anglicanismo fosse um meio caminho entre Roma e o Protestantismo em si.
Para justificar sua ideia de via media, o Movimento de Oxford atribuiu essa posição às obras do teólogo isabelino Richard Hooker e, em particular, seu livro “Lawes of Ecclesiastical Polity”, que é aceito como sendo o trabalho pioneiro sobre a teologia anglicana. John Keble promoveu a visão de Hooker, sendo um dos primeiros a argumentar que a teologia inglesa sofreu tal "mudança decisiva" nas mãos de Hooker. No entanto, Hooker não usa a frase "via media", "meio caminho" ou a palavra "anglicano" em qualquer de suas obras. A atribuição de via media a ele é muito posterior. O trabalho de Hooker preocupava-se com a forma do governo da igreja protestante como um argumento contra os defensores extremos do Puritanismo argumentando que os elementos da prática litúrgica da Igreja da Inglaterra condenados pelos puritanos, em particular o Livro da Oração Comum e a instituição dos bispos como sendo apropriados de acordo com as Escrituras Sagradas. Teólogos posteriores analisaram a abordagem de Hooker à doutrina particular da justificação pela fé como uma via intermediária entre o predestinação dos calvinistas extremos e as doutrinas luteranas e arminianas.
O movimento de Oxford reformulou isto através dos meios como uma maneira intermediária não dentro do protestantismo, mas entre o protestantismo e o catolicismo romano. Embora o Movimento de Oxford eventualmente tenha praticamente desaparecido (já que muitos de seus líderes tornaram-se católicos romanos) sua ideia da via media e sua aplicação no anglicanismo permaneceu, desde cedo, no atual discurso anglicano.